# Щабель (заказник)
Щабель — загальнозоологічний заказник місцевого значення в Україні. Об'єкт розташований на території Коростенського району Житомирської області, на південь від села Ушомир. 
Площа — 72 га, статус отриманий у 1982 році. Перебуває у віданні ДП «Коростенське ЛМГ» (Ушомирське лісництво, кв. 21, вид. 12, 16, 17, 29; кв. 22, вид. 17, 18, 25, 27, 28, 32; кв. 23, вид. 8, 9, 10, 12, 13; кв. 28, вид. 1, 2, 3; кв. 29, вид. 1, 2, 3, 4).